# Bornholm (dokumentarfilm fra 1914)
|  | Denne artikel er oprettet af botten Steenthbot ud fra en ekstern database. Den kan derfor have sproglige fejl eller mangler. Denne skabelon kan fjernes efter kontrol af indholdet. |

 For alternative betydninger, se Bornholm (flertydig). (Se også artikler, som begynder med Bornholm)
Bornholm er en dansk dokumentarisk optagelse fra 1914.

## Handling
Sejltur langs Bornholms klippekyst: Helligdomsklipperne og Hammershus. Årstal anslået.